# Scaeva pyrastri
Scaeva pyrastri  (лат.) — вид мух-журчалок из подсемейства Syrphinae.

## Описание
Длина взрослой особи 10—15 и длина крыльев от 9 до 13 мм. У мухи брюшко тёмное с шестью белыми полосками по паре в три ряда и две сплошные полоски ближе к кончику брюшка.

## Экология и местообитания
Scaeva pyrastri населяет луга, пустоши и верещатник.

### Естественные враги
Возможными паразитами личинок могут являться наездники семейства Ichneumonidae.

### Питание
Личинки — хищники, и в основном питаются тлёй. На протяжении всей личиночной стадии Scaeva может съесть более 500 особей тли. Взрослые мухи питаются пыльцой и нектаром астровых (Asteraceae), борщевика обыкновенного (Heracleum sphondylium) и щавеля туполистного (Rumex obtusifolius).

## Галерея

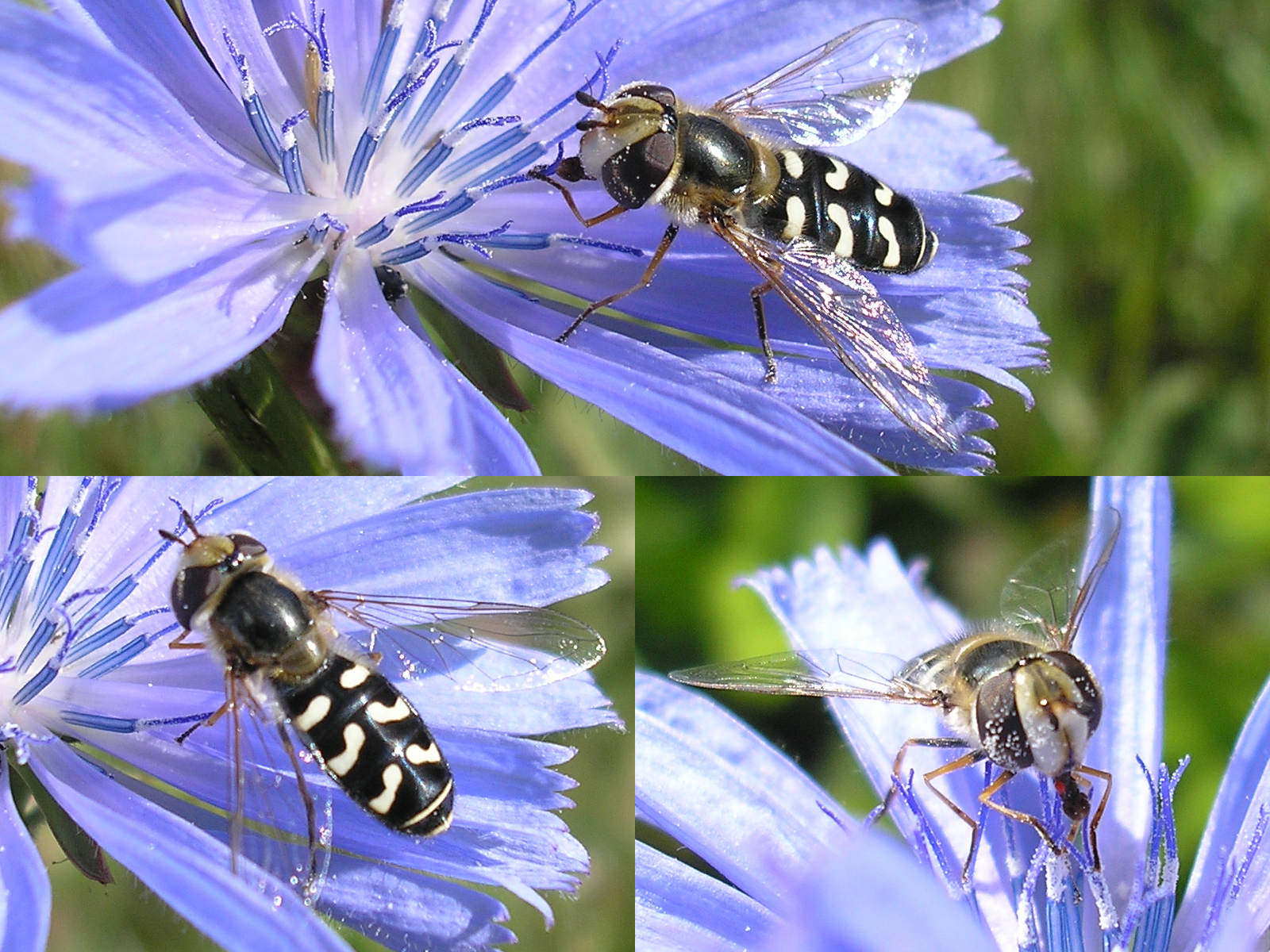
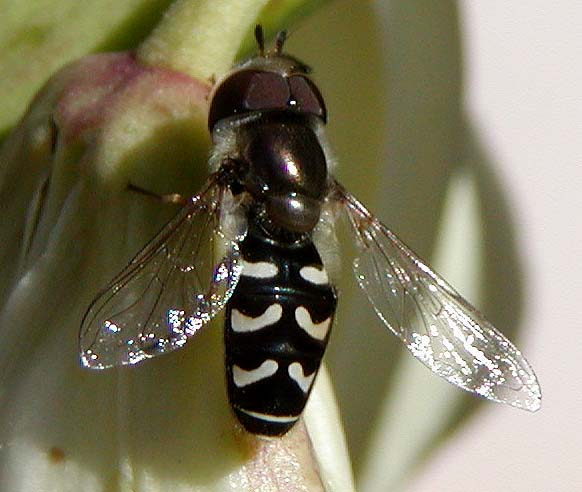
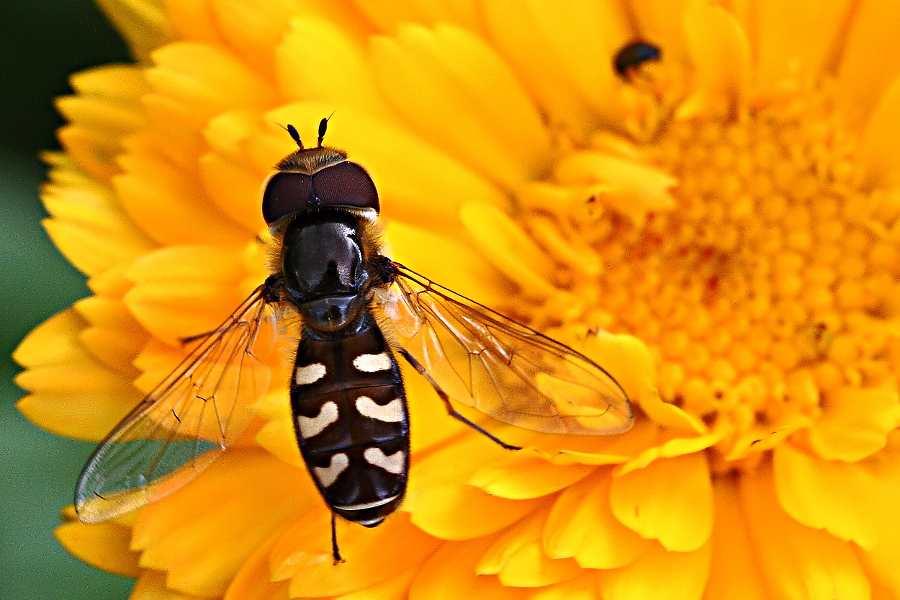